# Майкл Добсон
Майкл Добсон (англ. Michael Dobson; нар. 28 вересня 1960, Борнмут, Англія) — британський мистецтвознавець, фахівець у галузі шекспірознавства і театральних студій. Доктор філософії, професор. Директор Шекспірівського інституту Бірмінгемського університету (Стретфорд-на-Ейвоні, Велика Британія) Почесний академік АН вищої школи України з 2022 року за науковим відділенням філології, мистецтвознавства та масової комунікації.

## Життєпис
Народився 28 вересня 1960 року в місті Борнмут (Англія). Закінчив з відзнакою Оксфордський університет, отримав ступінь бакалавра (1982), магістра (1985), доктора філософії (1990). Викладав в Оксфордському, Гарвардському, Лондонському університетах та Університеті Іллінойсу (Чикаго, США), читав шекспірознавчі курси у більш ніж тридцяти країнах світу. Співдиректор Шекспірівського центру в Нанкіні (Китай), консультує театральних режисерів і акторів як почесний керівник Королівського Шекспірівського театру (англ. Royal Shakespeare Company) та член правління театру «Флейта» (Лондон).

## Науковий доробок
У монографії «The Making of the National Poet: Shakespeare, Adaptation and Authorship, 1660—1789» (Clarendon Press, Oxford, England, 1992) досліджується специфіка рецепції Вільяма Шекспіра в англійському соціумі, виявляються чинники, що зумовили кардинальну зміну його посмертної репутації від позбавленого «мистецької вишуканості простака», яким його вважали в кінці XVII століття, до «ідеального поета», яким його проголосили через сто років.
Монографія «Shakespeare and Amateur Performance» (2011) та видана під редакцією Майкла Добсона колективна праця «Performing Shakespeare's Tragedies Today: The Actor's Perspective» (Cambridge University Press, NewYork, 2006) мають театрознавче спрямування, а видана у співавторстві з дружиною професоркою Ніколою Вотсон книга «England's Elizabeth: An Afterlife in Fame and Fantasy» (Oxford University Press, New York, 2002) поєднує соціокультурологічний, політологічний та історичний ракурси осмислення ролі королеви Єлизавети Тюдор.
Співредактор декількох фундаментальних шекспірознавчих енциклопедій і довідникових видань, зокрема, «The Oxford Companion to Shakespeare» та «Shakespeare: A Playgoer's and Reader's Guide», головний редактор серії монографій «Palgrave Shakespeare Studies» (Palgrave Macmillan). Автор десятків статей у таких авторитетних наукових виданнях, як: «Shakespeare Survey», «Around the Globe», «Performance Research», «Shakespeare Bulletin», «Essays in Criticism», «Feit & Fictie», «Shakespeare Jarbuch», «Renaissance Drama», «London Review of Books», «Shakespeare Quarterly», «Times Literary Supplement», «Theatre Notebook», «Renaissance Quarterly», «Restoration and Eighteenth-Century Theatre Research», «American Historical Review», «Victorian Studies», «Modern Philology», «Literary Review», а також в українських виданнях «Ренесансні студії» та «Шекспірівський дискурс».
Член редколегій наукових журналів «Shakespeare Survey», «Shakespeare Quarterly» та періодичного видання «Great Shakespeareans».
Почесний доктор університету Крайова (Румунія, 2014), почесний доктор Лундського університету (Швеція, 2016).
З часу створення Українського міжуніверситетського шекспірівського центру (2010) бере безпосередню участь у його діяльності, виступає на ініційованих центром міжнародних конференціях, семінарах, форумах, активно долучається до формування української шекспірознавчої бібліотеки. Регулярно читає публічні лекції українським студентам і науковцям у рамках щорічного проєкту «Дні Шекспіра в Україні». Веде активну фахову комунікацію з українськими режисерами і акторами та популяризує здобутки української театральної шекспіріани на міжнародній арені. Під час агресії Російської федерації присвячує свої лекції, наукові доповіді й шекспірознавчі заходи українському народові та публічно підтримує Україну і її Збройні сили.

## Членство
- Асоціація сучасної мови,
- Американське товариство досліджень вісімнадцятого століття,
- Англомовний союз,
- Шекспірівська асоціація Америки,
- Товариство Малона,
- Товариство театральних досліджень,
- Британська шекспірівська асоціація.

## Нагороди, відзнаки
- Шекспірівська премія Чарльза Олдема, Оксфордський університет, 1981;
- Видатна академічна книга, 1994, за The Making of the National Poet: Shakespeare, Adaptation and Authorship, 1660—1789;
- нагорода за видатну довідкову роботу, Американська бібліотечна асоціація, 2001, і премія Бейнтона за найкращий довідник із вивчення XVI століття, 2001-02 рр., обидві за «The Oxford Companion to Shakespeare»;
- Видатна академічна книга, 2004, за England's Elizabeth: An Afterlife in Fame and Fantasy.